# Cousine

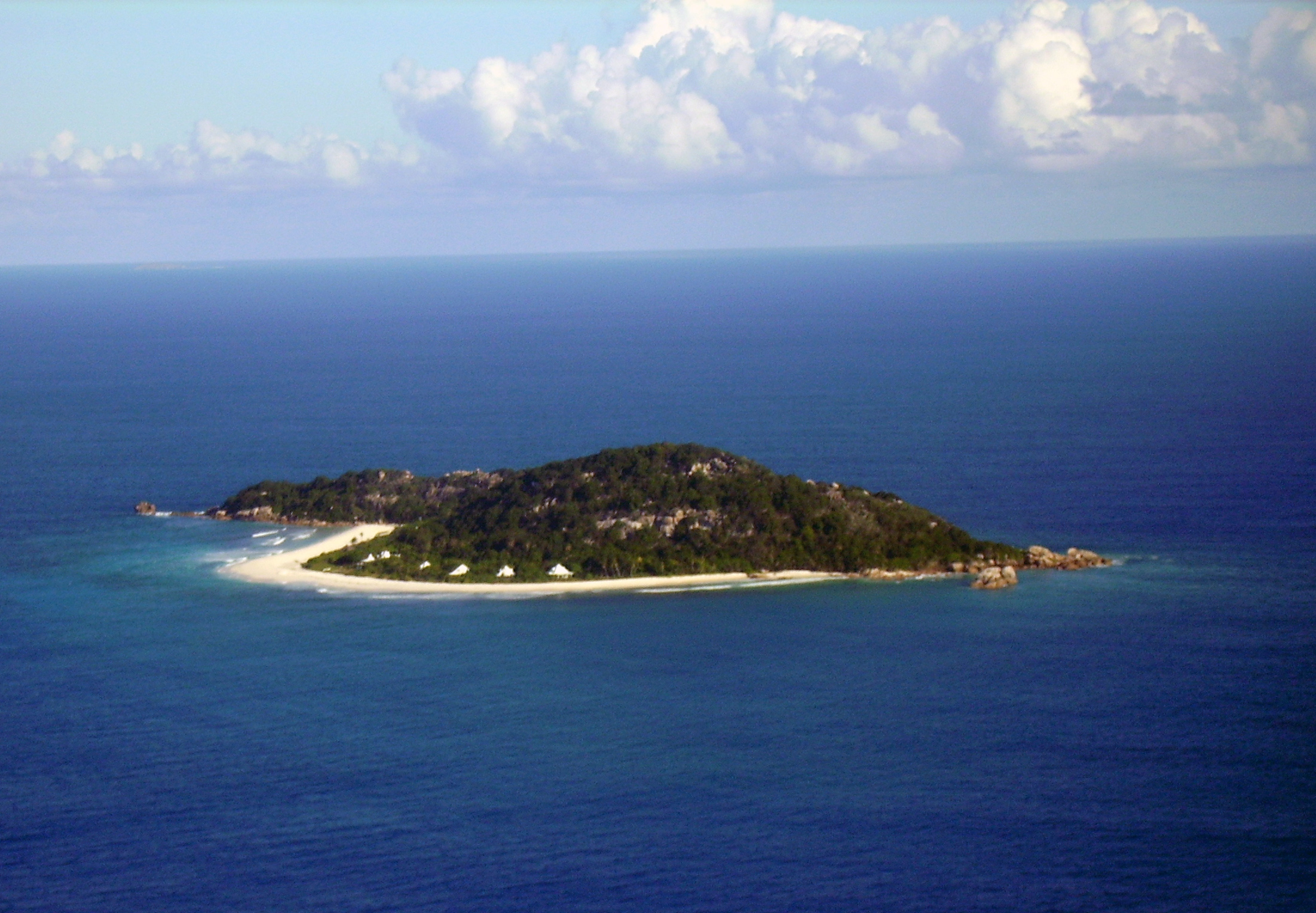
Het eiland Cousine.

Cousine is een eiland van de Seychellen. De oppervlakte bedraagt 25 ha en het ligt 6 km ten westen van Praslin. Het eiland is een combinatie van luxeverblijf en natuurpark (sinds 1992).